# Chaiemipat (Juwelier)
Chaiemipat war ein altägyptischer Juwelier, der in der 19. Dynastie (1292–1186/85 v. Chr.) lebte.
Chaiemipat ist durch eine Inschrift auf einem Lederfragment bekannt, auf dem er neben seinen Berufskollegen Bakenurner, Peter und Menumes erwähnt wird. Der Text lässt keine genaueren Rückschlüsse auf eine genauere Lokalisierung der Juweliere zu. Es handelt sich um eine Aufstellung über privaten Grundbesitz, die heute im Pariser Louvre aufbewahrt wird (Fragment Nummer C).